# Jan Walczak (bokser)
Jan Walczak (ur. 12 czerwca 1933 w Inowrocławiu, zm. 25 maja 2005) – polski bokser kategorii lekkiej.

## Życiorys
Treningi bokserskie rozpoczął dwa lata po zakończeniu II wojny światowej. Reprezentował kolejno barwy Kolejarz Inowrocław, CWKS Warszawa, CWKS Bydgoszcz, Brdy Bydgoszcz, Astorii Bydgoszcz, Goplanii Inowrocław i Pogoni Mogilno.
Na mistrzostwach Polski seniorów zdobył sześć medali: złoty w 1959, srebrne w 1956 i 1958 i brązowe w 1955, 1957 i 1960. W barwach CWKS Warszawa został w 1955 drużynowym mistrzem Polski oraz mistrzem Wojska Polskiego. Podczas Światowego Festiwalu Młodzieży i Studentów w Moskwie w 1957 wywalczył brązowy medal W latach 1957–1958 dwukrotnie wystąpił w reprezentacji Polski, odnosząc 1 zwycięstwo i 1 pojedynek przegrywając. Stoczył według różnych źródeł 350 (w tym 302 wygrane i 8 zremisowanych) lub 355 walk (w tym 304 wygrane, 8 zremisowanych).
Po zakończeniu kariery zawodniczej pracował jako trener, m.in. w Cuiavii Inowrocław